# 锯眼泥蟹
锯眼泥蟹（学名：Ilyoplax serrata）为沙蟹科泥蟹属的动物。在中国大陆，分布于福建、浙江等地，生活环境为海水，主要穴居于潮间带泥洞中。